# Agrothereutes parvulus
Agrothereutes parvulus là một loài tò vò trong họ Ichneumonidae.